# Pokřikov
Obec Pokřikov se nachází v okrese Chrudim, kraj Pardubický. Žije zde 261 obyvatel. Obcí protéká Dolský potok na jehož toku je severně od obce vybudován Drážní rybník.

## Historie
První písemná zmínka o obci pochází z roku 1392.

## Galerie

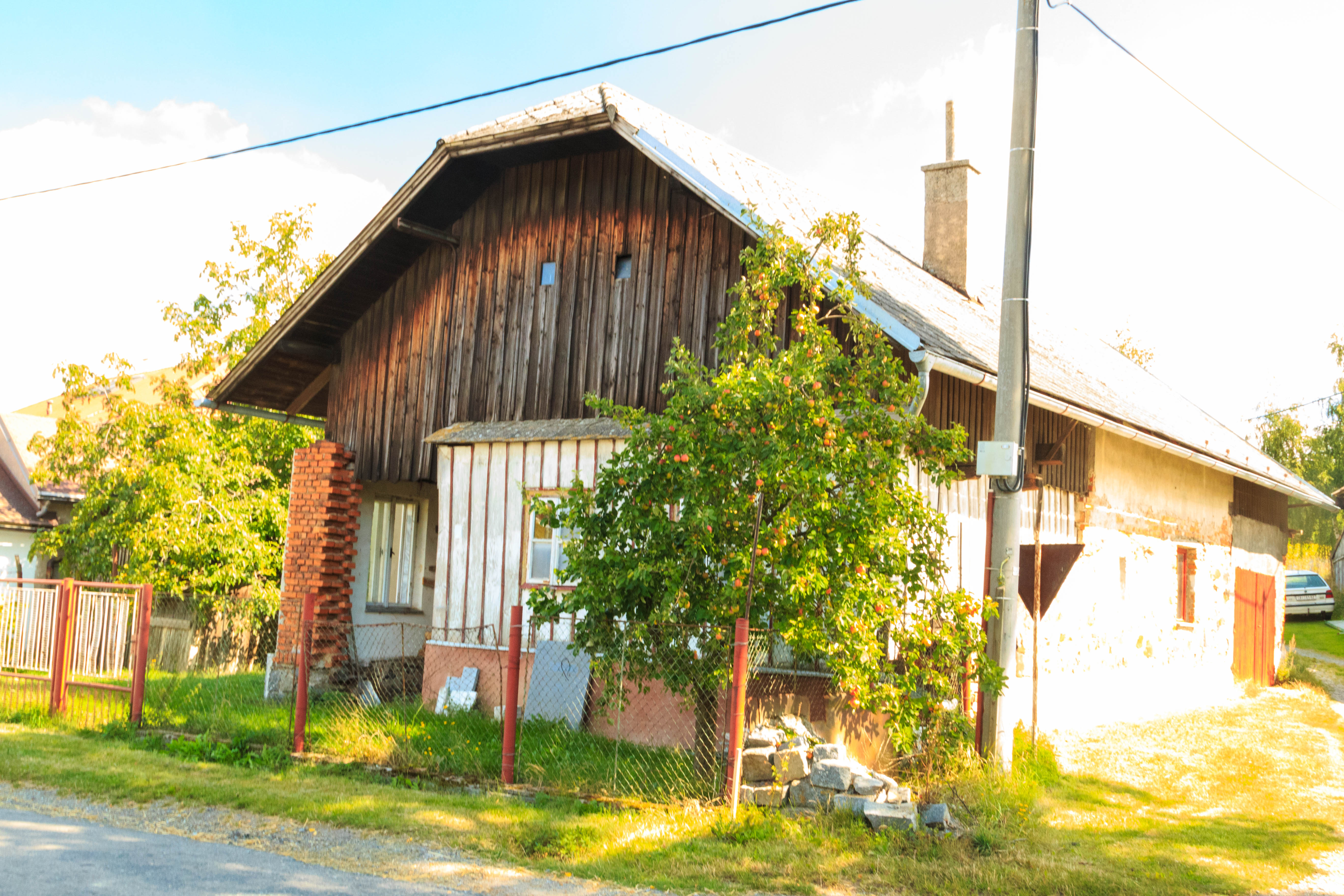
Čp. 26
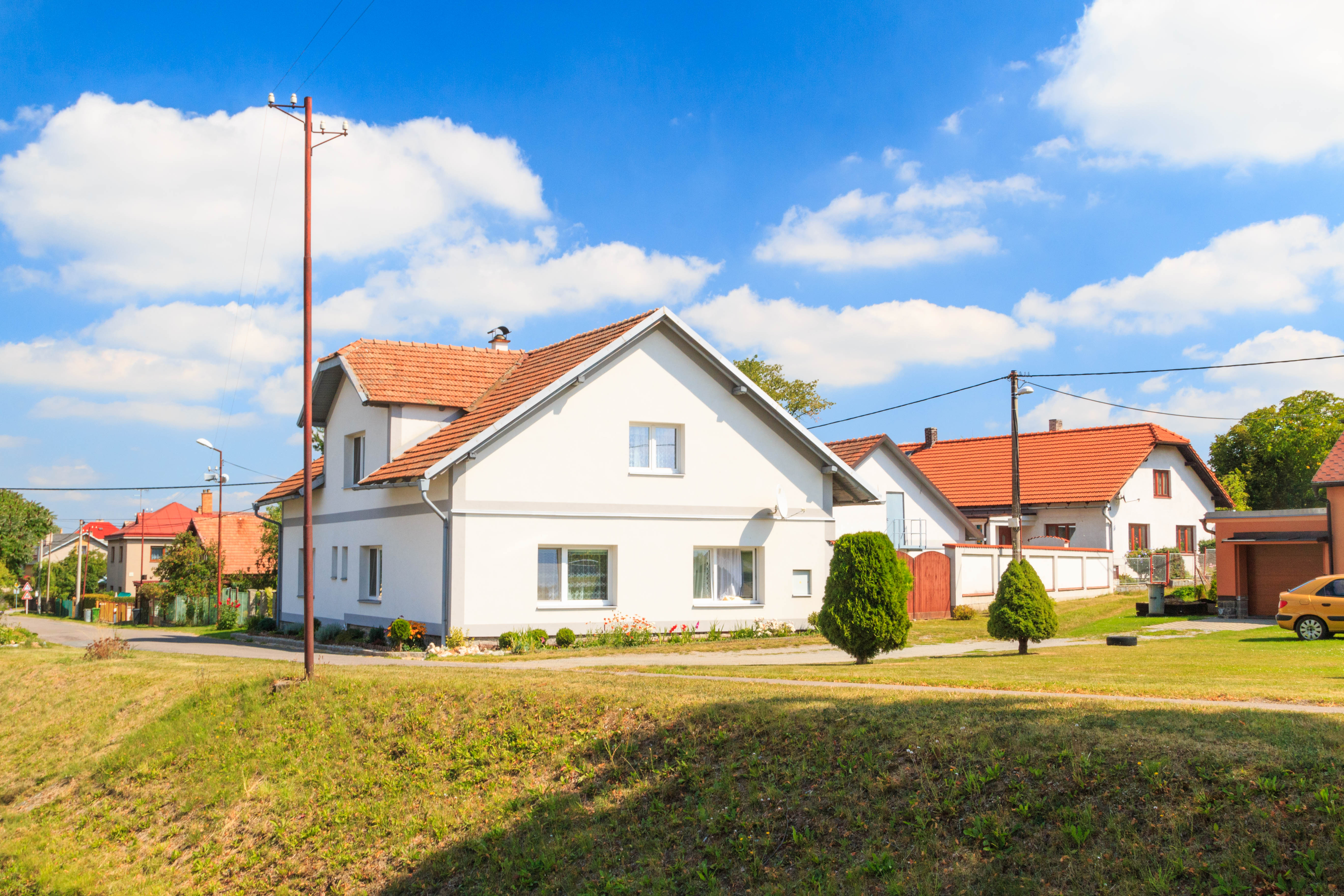
Čp. 65
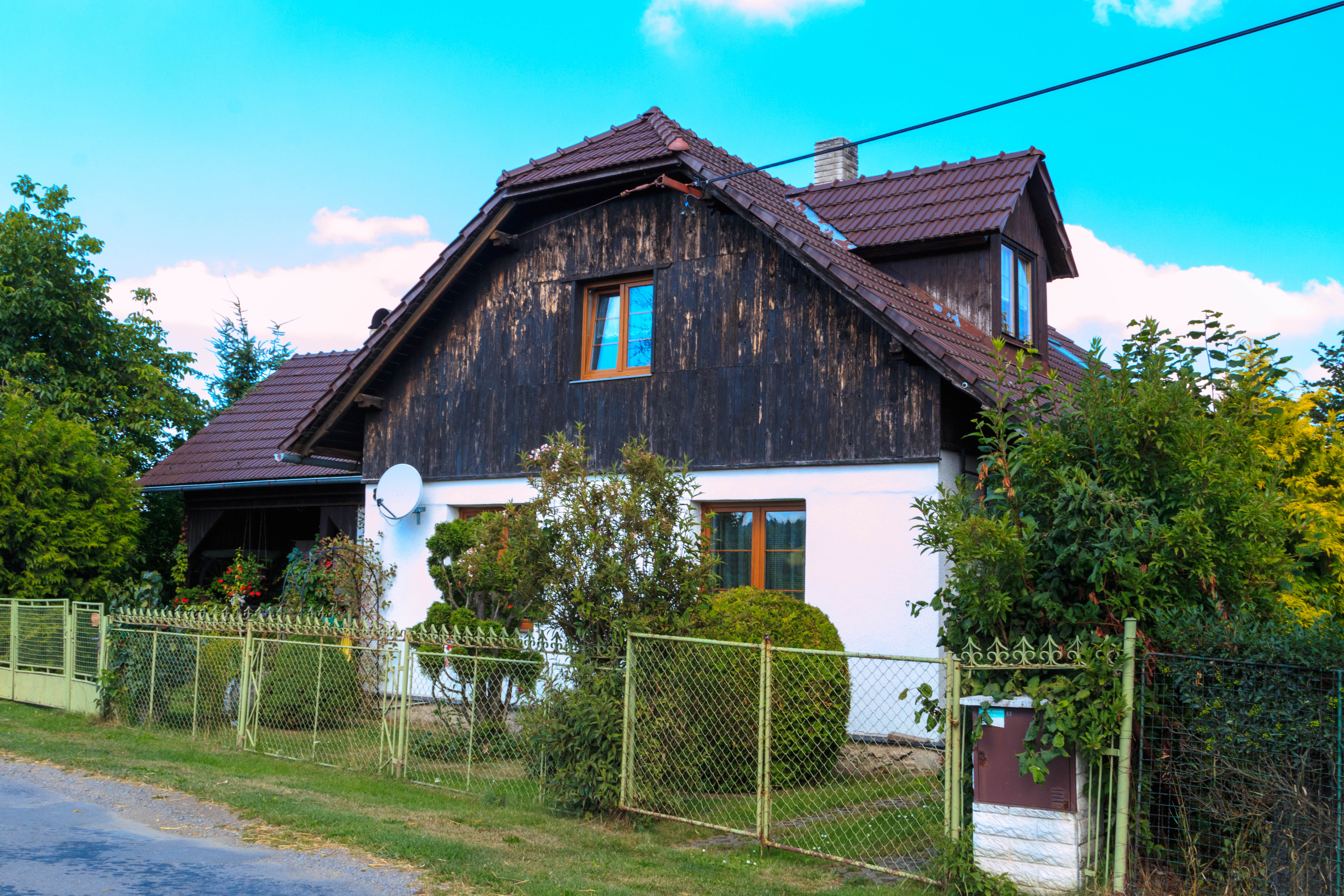
Čp. 85
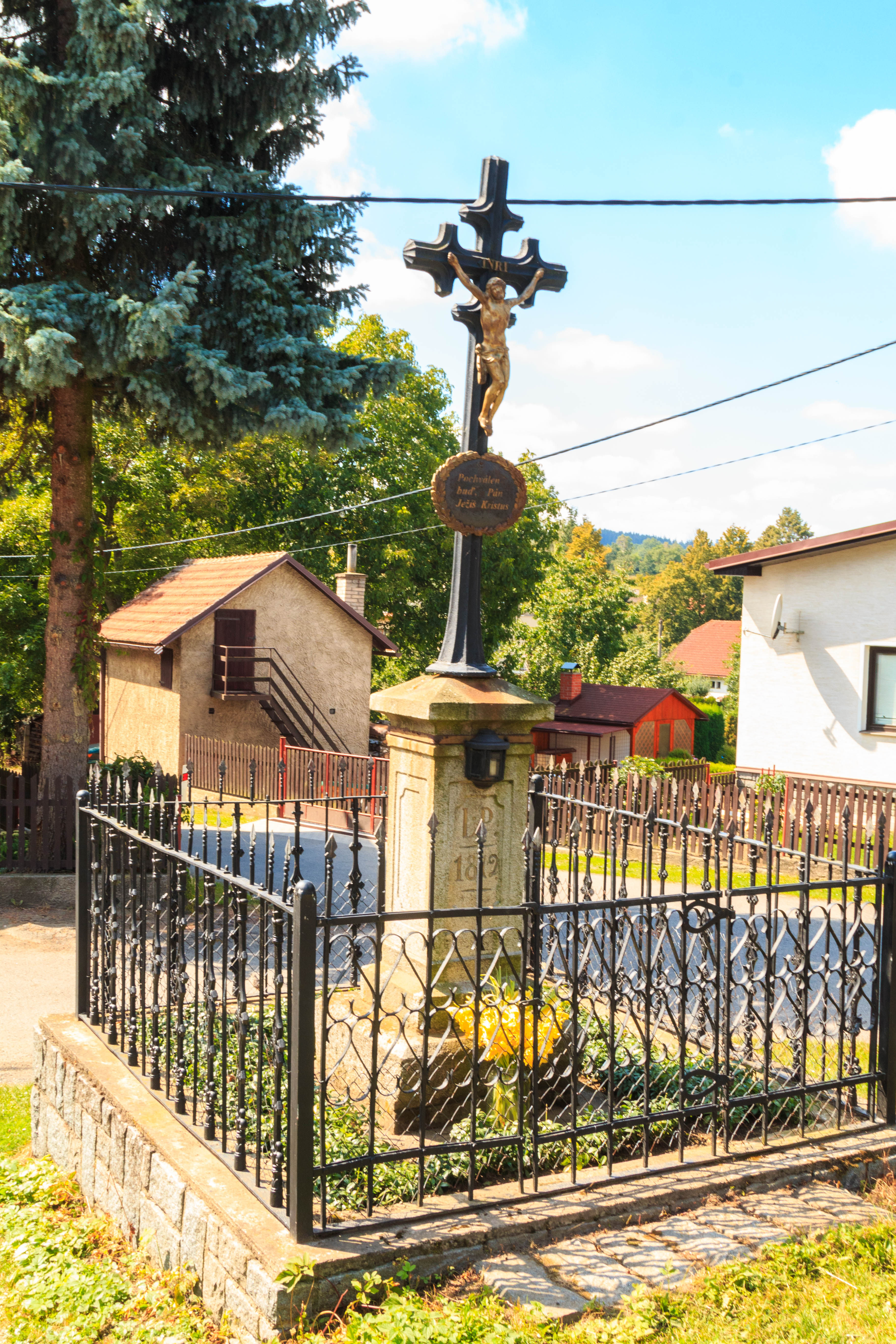
Křížek